# Haus Robert Mayer

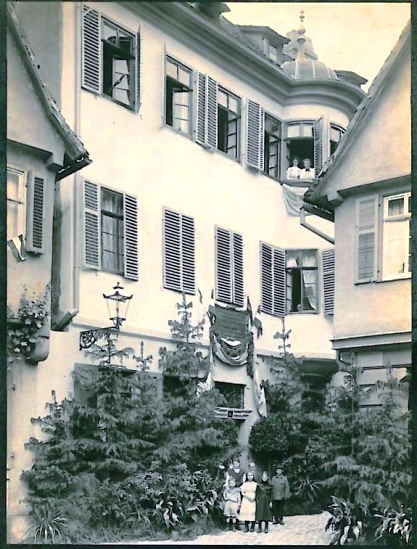
Wohnhaus Robert Mayer, Kirchhöfle Nr. 13 Heilbronn, anlässlich der Enthüllung der Bronzetafel zu Ehren Robert Mayers im Jahre 1901 durch den Verein deutscher Ingenieure

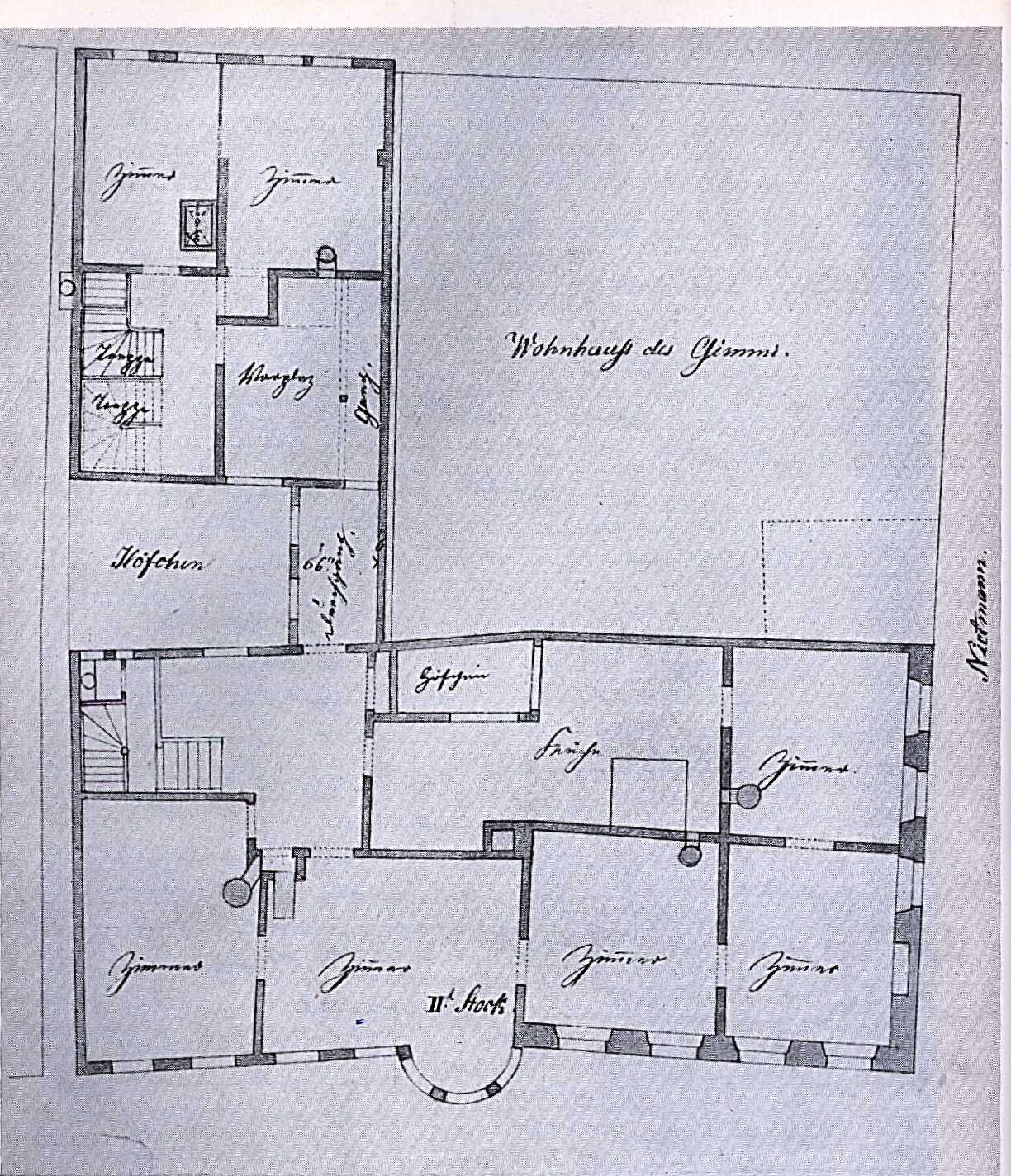
Grundriss

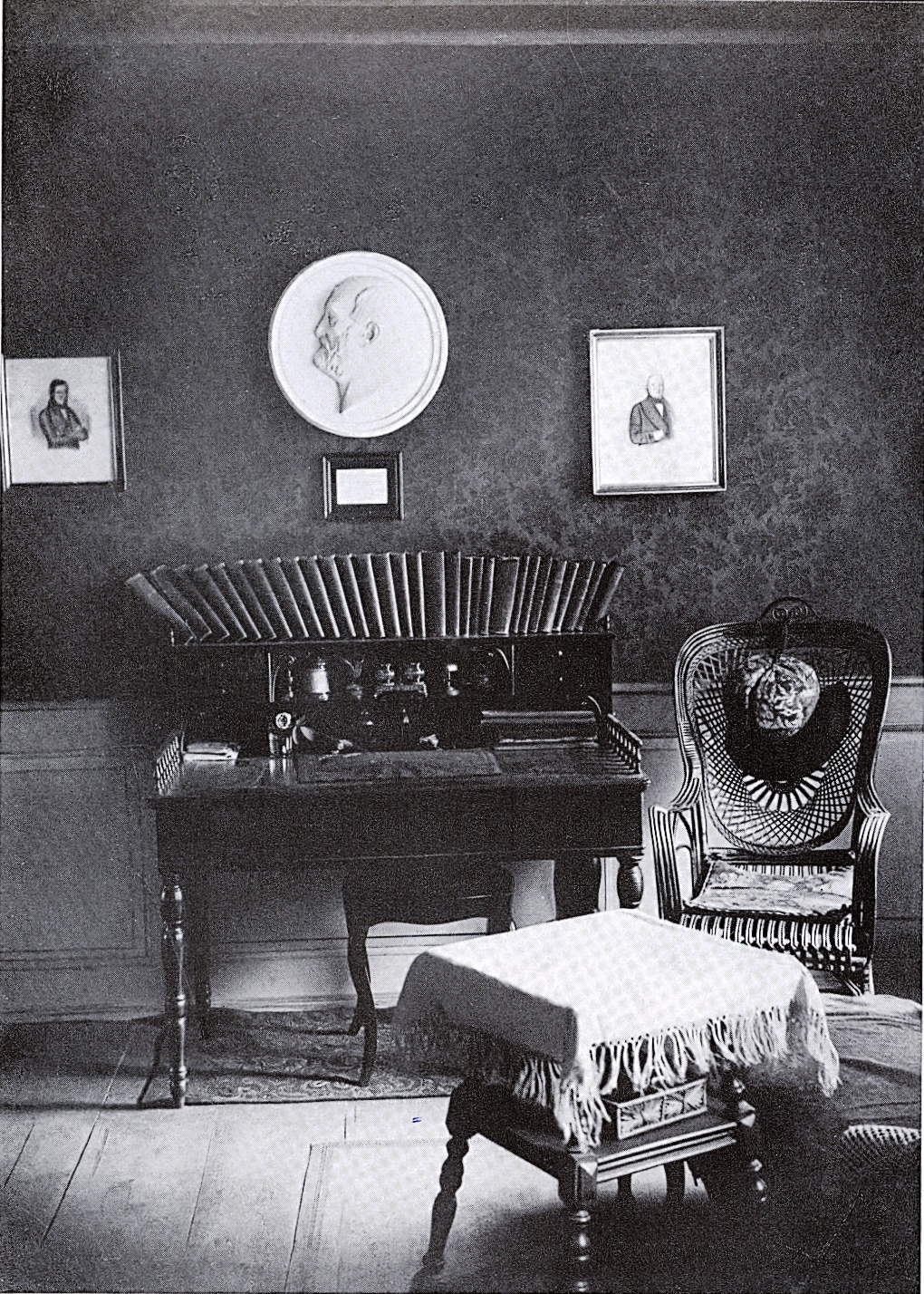
Das Arbeitszimmer von Robert Mayer

Das Haus Robert Mayer  war das Haus in Heilbronn, in dem der Mediziner Robert Mayer von 1842 bis zu seinem Tod 1878 lebte und arbeitete. Es befand sich bis zu seiner Zerstörung am Kirchhöfle neben der Nikolaikirche.

## Geschichte

### Nutzung zu Mayers Lebzeiten
Am 6. Juli 1841 kauft Christian Jakob Mayer, der Vater Robert Mayers, von dem Zimmermeister Martin David Gimmi um 6150 bzw. 2400 Gulden die Gebäude Nr. 956 bzw. 956 B im Kirchhöfle, später Kirchhöfle 13. Es waren beides dreigeschossige Wohnhäuser. In dem Haus Nr. 956 war Robert Mayer bis zu seinem Lebensende wohnhaft. Nach dem Kaufvertrag vom 6. Juli 1841 besaß das Haus Nr. 956, später Kirchhöfle 13, drei Geschosse und zwei gewölbte Keller; dazu ein kleines Höflein. Haus Nr. 956 B bildete dazu und zusammen mit dem Haus Nr. 956 A das Hinterhaus, ebenfalls drei Stockwerke hoch, mit der Hauptfassade gegen die Allee. Auch dieses Haus besaß einen gewölbten Keller. In dem Haus am Kirchhöfle bezog Robert Mayers Vater den ersten Stock des Hauptgebäudes Nr. 956; das zweite Geschoss bewohnte Robert Mayer. Der Grundriss zeigt im Erdgeschoss die Holzkammer, Futterkammer, Remise, eine Stallung sowie zwei Zimmer. Im Hinterhaus wurde vermietet. Robert Mayer hatte in seiner Wohnung im zweiten Stock auch seine Arztpraxis. Daneben hatte er in seiner Wohnung noch fünf Zimmer und eine Küche.
Von 1842 bis zu seinem Tod 1878 lebte und arbeitete er im Haus Kirchöfle Nr. 13. In seinem Arbeitszimmer hing über dem Tisch ein Spruch, den ihm der Vater am 7. März 1832 ins Stammbuch geschrieben hat: „Bist Du Herr Deiner Selbst geworden, dann lebst Du frei und unabhängig aller Orten.“

### Weitere Nutzung bis zur Zerstörung 1944
Im Jahre 1901 brachte der Verein deutscher Ingenieure eine Bronzetafel zu Ehren Robert Mayers am Haus an:

„In diesem Hause wohnte vom Jahr 1842 bis zu seinem Tode der Entdecker des Gesetzes von der Erhaltung der Kraft, Robert Mayer. 25. Nov. 1814 bis 20. März 1878“

Robert Mayer wurde bereits ab 1910 im Heilbronner Fleischhaus mit einem Robert-Mayer-Zimmer, in dem Gegenstände aus seinem Nachlass ausgestellt wurden, museal gewürdigt. 1938 richtete man in seinem früheren Wohnhaus im Kirchhöfle sogar ein eigenes Robert-Mayer-Museum ein. Das Museum wurde jedoch bald wieder aufgegeben und die Nachlassgegenstände kamen ins Historische Museum im Fleischhaus zurück. Das Wohnhaus wurde beim Luftangriff vom 4. Dezember 1944 zerstört.

### Heutige Bebauung mit Reminiszenz an Mayer
Ende 1957 wurde an der Stelle des Wohnhauses von Robert Mayer von der Stadtsiedlung nach Entwürfen des Architekten Herbert Alber ein Eckhaus erbaut. Der Flügel an der Sülmerstraße musste wegen der Nikolaikirche auf eine Höherzonung verzichten:

„Bei dem Baugelände handelt es sich um alten historischen Boden. Die Bagger, Bauhütten und Baumaterial standen nicht auf irgendeinem beliebigen Platz. Dort stand nämlich bis zu seiner Zerstörung das Geburts[!]haus von Robert Mayer, dem berühmten Heilbronner Arzt und Physiker, dessen Lehrsatz von der Erhaltung der Energie heute noch uneingeschränkte Richtigkeit hat und auf dem nicht zuletzt die Entwicklung beruht, die zur jetzt möglich gewordenen Nutzung der Atomkraft geführt hat … Es war nicht einfach, diesen Platz wieder zu überbauen. Im Zusammenwirken mit den städtischen Baubehörden und anderen Bauherren versucht die Stadtsiedlung und ihr Architekt, Herr Alber, das Beste aus der verkehrstechnisch wie städtebaulich ungewöhnlichen Aufgabe zu machen “

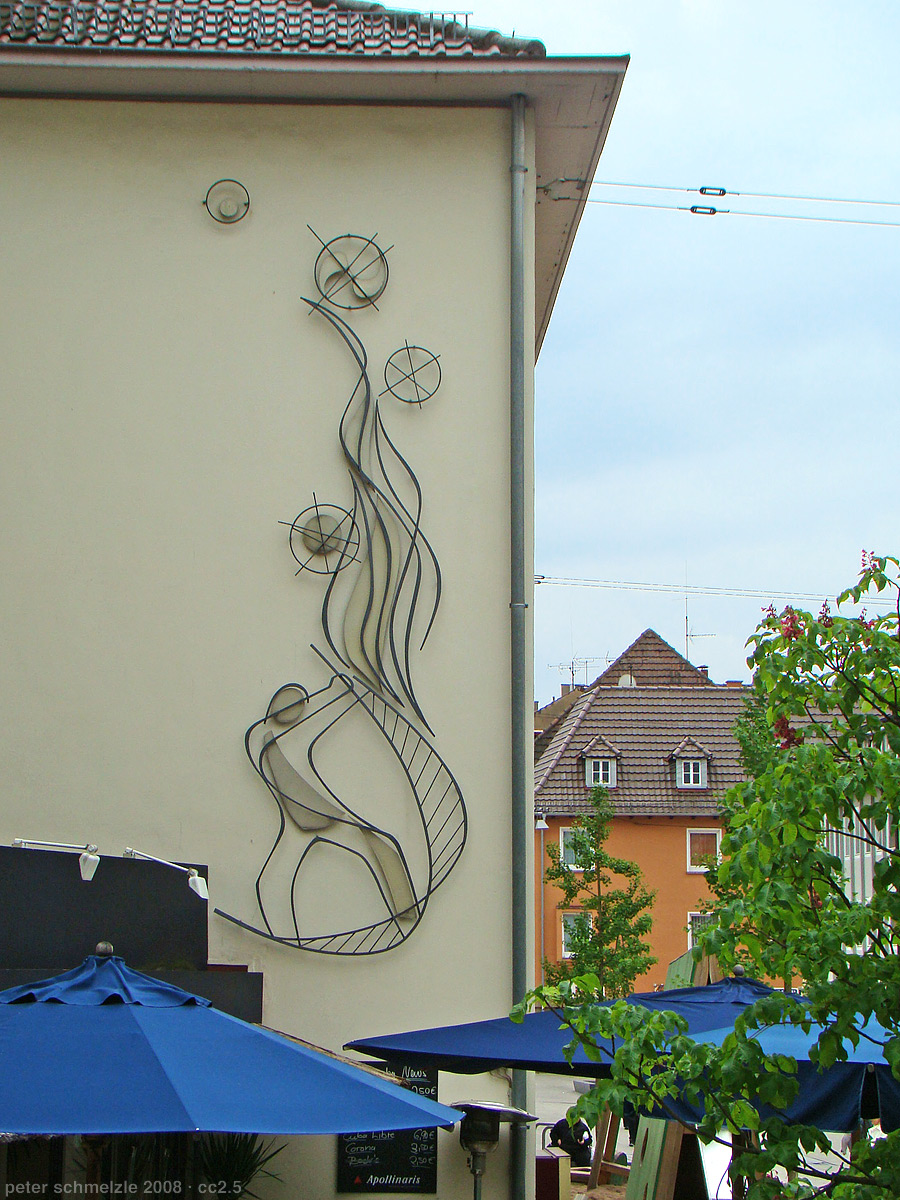
Der Wandschmuck von 1958 am heutigen Gebäude an der Stelle des Mayer-Wohnhauses erinnert an Robert Mayer

1958 wurde an einem Haus der Stadtsiedlung Heilbronn AG an der Ecke Sülmerstraße/Turmstraße ein Wandobjekt aus Eisen und Leichtmetall angebracht, das den Namen Robert Mayer – Erhaltung der Energie trägt und von dem Maler Walter Maisak und dem Kunstschmiedemeister Werner Holzbächer gefertigt worden ist. Dieses Wandobjekt soll an das ehemalige Haus Robert Mayers erinnern: 

„Die Aufgabenstellung für dieses Wandbild lautete „Robert Mayer“. Der Künstler hat versucht, den bekannten Lehrsatz Robert Mayers von der Erhaltung der Energie zu symbolisieren. Dieser bedeutete eine vollständige Umwälzung im physikalischen Denken seiner Zeit. Seine Auswirkungen haben über die Forschungen von Einstein und Planck bis in heutige Tage ihren Niederschlag gefunden. Walter Maisak hat es glücklicherweise vermieden, das abstrakte Thema durch ebensolche Formen darzustellen oder sinnlose Dekorationen aneinanderzureihen, und wählte eine zwar stilisierte Darstellung, die jedoch sehr präzise ist. Er stellt die Energiekraft in einem stark abstrahierten Menschen dar, die Kraft wird in Wärme umgewandelt, die durch eine nach oben schießende Flamme versinnbildlicht wird. Die in Bewegung umgesetzte Wärme findet ihren Ausdruck in rotierenden Rädern.“